# Pieter van Musschenbroek
Pieter van Musschenbroek (n. 14 martie 1692, Leiden, Comitatul Olanda, Provinciile Unite – d. 19 septembrie 1761, Leiden, Comitatul Olanda, Provinciile Unite) a fost un om de știință neerlandez.
I se atribuie inventarea buteliei de Leyda, în 1746.
Interesul său pentru electrostatică s-a manifestat încă din perioada studiilor la Universitatea din Leiden.
În acea epocă, electricitatea se obținea prin frecare cu ajutorul mașinilor electrostatice, dar nu exista nicio metodă de stocare a acesteia.
Van Musschenbroek și discipolul său, Andreas Cunaeus, au rezolvat problema cu ajutorul unui recipient de sticlă umplut cu apă în care era scufundat capătul inferior al unei bare de alamă.
Recipientul era căptușit, atât la interior cât și la exterior cu câte o foiță metalică subțire.

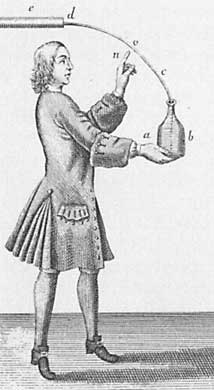
Descărcarea unei butelii de Leyda

Rezultatul descoperirii a fost comunicat fizicianului francez René Réaumur în ianuarie 1746.
Jean-Antoine Nollet a denumit invenția butelie de Leyda.
La scurt timp, este dat publicității faptul că și fizicianul german Ewald Georg von Kleist construise ceva similar la sfârșitul anului 1745, cu puțin timp înaintea lui Van Musschenbroek.
În 1761 Pieter van Musschenbroek a devenit membru al Academiei Regale Suedeze de Științe.